# Urodonta arcuata
Urodonta arcuata är en fjärilsart som beskrevs av Alphéraky 1897. Urodonta arcuata ingår i släktet Urodonta och familjen tandspinnare. Inga underarter finns listade i Catalogue of Life.